# Gen-Cluster
Gen-Cluster sind Gruppen aus zwei oder mehr Genen, die zur gleichen Genfamilie gehören, in den meisten Fällen im Genom in nächster Nähe direkt hintereinander liegen und dabei nur von unterschiedlichen Mengen nichtcodierender DNA voneinander getrennt sind.
Beispiele dazu sind die Hox-Gene, der Gamma-Protocadherin-Gencluster, der  HLA-Genkomplex für das menschliche Leukocyten-Antigen und die Gene für das Immunglobulin.

## Begriffsabgrenzung
Wenn funktionell verwandte Gene auf demselben Chromosom liegen, spricht man demnach von Gen-Clustern. Häufig liegen funktionell zusammengehörige Gene aber auf verschiedenen Chromosomen, welche dann als Multi-Gen-Familie bezeichnet werden.
Der Begriff Gen-Cluster wird fachsprachlich oft auch wie der Begriff Genkomplex (engl. gene complex) benutzt.

## Proteom
Eine Variante sind Untersuchungen auf Proteinebene, also innerhalb der Proteoms statt des Genoms. Wegen der Degeneration des Genetischen Codes (mehrere Basentripletts kodieren dieselbe Aminosäure) bleiben hierbei Auswirkungen der Gendrift (siehe auch Molekulare Uhr) außen vor. Ein Beispiel für Clusteranalysen auf Proteinebene findet sich etwa bei Adriaenssens, Krupovic et al. (2020)